# 머나먼 여정 2
《머나먼 여정 2》(Homeward Bound II: Lost In San Francisco)는 미국에서 제작된 데이비드 R. 엘리스 감독의 1996년 영화이다. 1993년 영화 머나먼 여정의 시퀄이다. 마이클 J. 폭스 등이 주연으로 출연하였고 베리 조슨 등이 제작에 참여하였다.
1996년 3월 8일 개봉했으며 박스오피스에서 32,000,000 달러 이상의 수익을 거두었다.

## 출연

### 주연
- 마이클 J. 폭스
- 샐리 필드
- 랄프 웨이트
- 알 마이클즈
- 토미 라소다
- 밥 웨커

### 조연
- 로버트 하이즈
- 킴 그리스트

## 기타
- 원작자: 쉬러
- 공동제작: 제임스 펜테코스트
- 미술: 마이클 S. 볼튼
- 의상: 스테파니 놀린